# 陳瑞憲
陳瑞憲（1957年- ）生於台北市，臺灣設計師，小美冰淇淋創辦人陳阿章家族之後代。

## 生平
淡江大學化學系畢業，後不顧家中反對赴日本就讀東京設計者學院建築系，先後曾師於安藤忠雄、黃永洪。

## 作品

### 臺灣
- 臺北君品酒店
- 誠品
- 三井餐飲集團合作設計臺北魚市
- 實踐大學圖書館（臺北校區）

### 中國大陸
- 汕頭大學圖書館[1]

### 交通工具
中華航空機隊波音777以及A350機艙設計